# Brasilianische Spitzmausratte
Die Brasilianische Spitzmausratte (Blarinomys breviceps) ist ein wenig bekanntes Nagetier aus den Hochländern des südöstlichen Brasiliens. Sie ist die einzige Art der Gattung Blarinomys. Sie kommt in den Bundesstaaten Bahia, Espírito Santo, Rio de Janeiro und Minas Gerais vor. Hier kommt sie in Höhen um 800 m vor, meistens in tropischen Regenwäldern, aber auch in offenerem Gelände.
Trotz des Namens erinnert die Spitzmausratte eher an einen Maulwurf als an eine Spitzmaus. Die Augen sind extrem verkleinert und fast unter dem Fell verborgen, ebenso die Ohren. Das Fell ist sehr kurzhaarig, der Schwanz sehr verkürzt. Weil die Kopfform aber an die Kurzschwanzspitzmäuse erinnert, ist die Spitzmausratte nach diesen benannt worden: Im Gattungsnamen Blarinomys steckt Blarina, der wissenschaftliche Name der Kurzschwanzspitzmäuse.
Die Spitzmausratte ist etwa 15 cm lang, davon entfallen 4 cm auf den Schwanz. Sie führt eine grabende Lebensweise. Die Baue, deren Eingänge meistens unter Falllaub verborgen liegen, führen zunächst etwa 25 cm steil nach unten und dann in einem sanfteren Neigungswinkel weiter abwärts. Die Nahrung ist noch unbekannt, dürfte aber aus Insekten und Würmern bestehen.